# Manogea gaira
Manogea gaira is een spinnensoort in de taxonomische indeling van de wielwebspinnen (Araneidae).
Het dier behoort tot het geslacht Manogea. De wetenschappelijke naam van de soort werd voor het eerst geldig gepubliceerd in 1997 door Herbert Walter Levi.